# 黄大卫 (1957年4月)
黄大卫（1957年—），汉族，中华人民共和国政治人物、第十一届全国政协委员。
加入九三学社，担任中国昆虫学会理事长、中国科学院动物研究所原所长。2008年，当选第十一届全国政协委员，代表农业界，分入第三十九组。并担任人口资源环境委员会专委。